# Georges Louis Humbert
Georges Louis Humbert, född den 8 april 1862 i Gazeran, död deb 9 november 1921 i Strasbourg, var en fransk militär.
Humbert blev officer vid infanteriet 1883, brigadgeneral 1912 och divisionsgeneral 1914. Humbert deltog i expeditionen till Tongking 1883–1884 och Madagaskar 1896 samt blev vid första världskrigets utbrott 1914 chef för 42:a marockanska fördelningen. I oktober samma år blev han chef för 32:a armékåren i Flandern och i juni 1915 för 3:e armén, som han med framgång förde till krigets slut. Efter vapenstilleståndet blev Humbert 1919 generalguvernör i Strasbourg och 1920 ledamot av högsta krigsrådet.